# Diclomezin
Diclomezin ist eine chemische Verbindung aus der Gruppe der Pyridazinone und ein 1988 von Sankyo eingeführtes Fungizid.

## Gewinnung und Darstellung
Diclomezin kann ausgehend von Toluol und Bernsteinsäureanhydrid gewonnen werden. Deren Produkt wird mittels Aluminiumchlorid chloriert. Im nächsten Schritt entsteht durch Reaktion mit Hydrazinhydrat der Pyridazinring. Reaktion mit Brom führt zum Endprodukt.

## Verwendung
Diclomezin ist ein Fungizid mit kurativer und protektiver Wirkung, welches die Septumbildung und das Myzelwachstum hemmt.
Es wird gegen Pilzerkrankungen im Reis wie Rhizoctonia, Corticium, Sclerotium, Typhula verwendet.

## Zulassung
Diclomezin ist in der Europäischen Union und in der Schweiz nicht als Pflanzenschutzwirkstoff zugelassen.